# 钦吉斯·艾特玛托夫
钦吉斯·托雷库洛维奇·艾特玛托夫（1928年12月12日—2008年6月10日），又译钦吉兹·艾特马托夫，吉尔吉斯斯坦作家，其作品集被翻译成100多种文字在世界各地出版。
艾特玛托夫1928年出生，他父親是吉爾吉斯人，母親是韃靼人。1952年开始发表作品。1958年《查密莉雅》发表，开始成名。1959年加入苏联共产党。1963年小说集《群山和草原的故事》获列宁奖金。1966年《别了，古利萨雷》发表。1968年《永别了，吉利萨雷》获得了苏联国家奖金。同年，艾特玛托夫获“吉尔吉斯人民作家”称号。1970年《白轮船》发表。1971年艾特玛托夫获得了列宁勋章。1977年《白轮船》获苏联国家奖金。1978年艾特玛托夫获得“社会主义劳动英雄”称号。1980年《一日长于百年》发表。1983年《一日长于百年》获苏联国家奖金。
1966年起艾特玛托夫是历届苏联最高苏维埃代表。1976年起艾特玛托夫担任苏联作家协会理事会书记。他还是吉尔吉斯共产党中央委员和吉尔吉斯科学院院士。1990年后艾特马托夫开始涉足外交工作。1990年他被任命为苏联总统委员会委员；苏联解体后，他被任命为俄罗斯驻卢森堡大使；1993年底吉尔吉斯总统任命他为吉尔吉斯驻比利时大使，兼驻欧洲共同体和北约的代表；其后他一直同时担任吉尔吉斯驻比利时、荷兰和卢森堡三国大使兼驻北约和欧共体的代表。
2008年4月間，傳出艾特瑪托夫因病入院的消息，5月16日，德國紐倫堡當地一間醫院證實艾特瑪托夫因「腎臟功能不全」接受治療，直至6月10日過世，惟吉尔吉斯斯坦總統發言人宣稱「艾特瑪托夫因肺部嚴重發炎，不治去世。」

## 主要作品
- 中篇小说《查密莉雅》（1958年）。
- 中短篇小说集《草原和群山的故事》（1962年），获1963年列宁奖金。
- 中篇小说《永别了，吉利萨雷》（1966年），获1968年苏联国家奖金。
- 中篇小说《白轮船》（1970年，后改编为同名电影，电影获1976年第9届苏联电影节大奖），小说获1977年苏联国家奖金。
- 中篇小说《花狗崖》（1977年）。
- 长篇小说《一日长于百年》（1980年，又名《风雪小站》），获得了1983年苏联国家奖金。中文版于2017.11在中国大陆出版。
- 长篇小说《死刑台》（1986年），引起激烈的争论。
- 小說《群峰顛崩之時》（2006年），最後發表作品。